# Maslives
Maslives é uma comuna francesa na região administrativa do Centro, no departamento Loir-et-Cher. Estende-se por uma área de 7,35 km². Em 2010 a comuna tinha 719 habitantes (densidade: 97,8 hab./km²).